# The Open Championship 1862
The Open Championship 1862 var en golfturnering afholdt af og i Prestwick Golf Club i Ayrshire, Skotland den 11. september 1862. Turneringen var den tredje udgave af The Open Championship, og den havde deltagelse af otte spillere, fire professionelle og fire amatører. Titlen blev vundet af den forsvarende mester, Tom Morris, Sr., tretten slag foran Willie Park, Sr., og dermed sikrede han sig den anden af fire sejre i The Open Championship.
Mesterskabet blev afviklet som en slagspilsturnering over tre runder på Prestwick Golf Clubs 12-hullersbane. Tom Morris, Sr. var suveræn gennem alle tre runder, og allerede efter første runde førte han med syv slag foran Willie Park, Sr.. Efter runder i 52, 55 og 56 slag endte han med at vinde med rekordstor sejrsmargin på 13 slag, hvilket pr. 2011 fortsat er den største sejrsmargin i turneringens historie. Det var ligeledes rekord for samtlige major-turneringer, indtil Tiger Woods i 2000 vandt US Open med 15 slags forspring til nr. 2.
Der var ingen pengepræmier. Vinderen fik som præmie overrakt The Challenge Belt, som han fik lov til at bære i et år.

## Resultater
| Plac. | Spillere             | Score (slag) | Score (slag) | Score (slag) | Score (slag) |
| Plac. | Spillere             | 1.runde      | 2.runde      | 3.runde      | Total        |
| ----- | -------------------- | ------------ | ------------ | ------------ | ------------ |
| 1.    | Tom Morris, Sr.      | 52           | 55           | 56           | 163          |
| 2.    | Willie Park, Sr.     | 59           | 59           | 58           | 176          |
| 3.    | Charlie Hunter       | 60           | 60           | 58           | 178          |
| 4.    | William Dow          | 60           | 58           | 63           | 181          |
| 5.    | James Knight (a)     | 62           | 61           | 63           | 186          |
| 6.    | J.F. Johnston (a)    | 64           | 69           | 75           | 208          |
| ?     | Rev. R. Pollock (a)  |              |              |              |              |
| ?     | William Mitchell (a) |              |              |              |              |